# СК Добруджа (Русе)
Спортен клуб „Добруджа“ (Русе) е несъществуващ български футболен отбор от Русе.

## История
Клубът е сформиран през 1929 г. от преселници от Добричко и Силистренско в град Русе. Известен е с прозвището „жълтия тим“. Обхваща жилищните квартали около жп гара „Изток“ и автогара „Разпределителна“, където се намират общежитията, в които са били настанени добруджанските бежанци дошли тук след окупацията на южна Добруджа от Румъния.
Спортният екип, с който играят футболистите е жълто-черни, раирани фланелки, жълти гащета и жълти чорапи.
От 1930 г. до 1944 г. с.к. „Добруджа“ (Русе) е неизменен участник в „Първа градска футболна дивизия“. В крайното класиране обикновено се нарежда на 6 или 7 място в групата. Отборът, заедно със с.к. „Левски“, с.к. „Надежда“ и с.к. „Ангел Кънчев“ обръща много внимание на работата с юношите и неслучайно има добри традиции и успехи в тази област. Ярък пример затова е участието на младите футболисти от „Добруджа“ в юношеското първенство организирано през 1943 година. Станали градски юношески шампиони при силната конкуренция от останалите русенски тимове младите „добруджанци“ достигат до полуфинал в държавното юношеско първенство. Един от най-талантливите русенски футболисти и национален състезател – Светослав Калчев (наричан още Слави Калчев) е възпитаник на юношеската футболна школа на Добруджа. Светослав Калчев е играл в „Добруджа“ (Русе), „Торпедо (Русе)“, „Дунав (Русе)“ и „Левски (София)“. През 1955 г. той е класиран сред 20-те най-добри футболисти на България излъчени в анкета на вестник Народен спорт.

## Известни футболисти
- Слави Калчев
- Цанко Тухларов (Форкола)
- Димитър Георгиев – вратар
- Дойчо (Докера)
- Стоян Янев
- Борис (Бивола)
- Коста Янев
- Тодор Кънев